# Мамма Mia! (фильм)
«Мамма Мия!» (англ. Mamma Mia!) — экранизация одноимённого мюзикла, основанного на песнях знаменитой шведской группы ABBA. Музыкальный фильм совместного производства США и Великобритании снят режиссёром Филлидой Ллойд. В главных ролях снялись Мерил Стрип, Пирс Броснан, Колин Ферт, Стеллан Скарсгард и Аманда Сейфрид.

## Сюжет
Действие фильма происходит на греческом острове Калокаири. 20-летняя Софи Шеридан собирается выйти замуж за Ская. Омрачает будущий праздник одно — Софи воспитывала её мать Донна, и главная героиня не знает, кто её отец. Из случайно найденного дневника матери она узнаёт имена троих бывших возлюбленных Донны: Гарри Брайта, Сэма Кармайкла и Билла Андерсона. Для того, чтобы решить этот вопрос, Софи тайно приглашает их на свадьбу. Поговорив с каждым из мужчин во время девичника, Софи так и не определяется с именем отца. Однако, все трое догадываются о причинах приглашения. Каждый мог быть отцом будущей невесты и теперь каждый готов повести её под венец. Донна встречается с Сэмом, они предаются воспоминаниям и чувствуют, как между ними возродились былые чувства. Среди гостей, приехавших на праздник, оказываются Таня Чешем-Ли и Рози Маллиган — давние подруги Донны, с которыми она когда-то пела в девичьей группе. Они ищут на острове свою любовь и ушедшую молодость.
Софи в смятении от происходящего и, похоже, собирается отложить свадьбу. Донна объясняет волнение дочери паникой от будущего замужества. Софи успокаивает маму и говорит о том, что всего лишь не хочет повторять ошибки её молодости, и ей нужно получше узнать своего жениха. Во время свадебной церемонии Донна объявляет во всеуслышание, что не знает кто из троих мужчин был отцом Софи. Мужчины, в ответ, соглашаются с возможностью быть отцами на одну треть. Невеста говорит гостям, что предпочитает отложить свадьбу — им со Скаем стоит отправиться в путешествие, в котором они узнают друг друга получше. Сэм неожиданно заявляет, что свадьба не должна пропадать зря, что он давно любит Донну и готов на ней жениться. Донна соглашается и они с Сэмом женятся.

## Создатели фильма

### Съёмочная группа
- Режиссёр: Филлида Ллойд
- Продюсер: Джуди Креймер, Гари Гоэцман
- Исполнительный продюсер: Рита Уилсон, Том Хэнкс
- Сценарист: Кэтрин Джонсон
- Композитор: Бенни Андерссон, Бьёрн Ульвеус
- Оператор: Харис Замбарлукос
- Монтаж: Лесли Уолкер

### В ролях
- Мерил Стрип — Донна Шеридан
- Аманда Сейфрид — Софи Шеридан
- Пирс Броснан — Сэм Кармайкл, ирландско-американский архитектор
- Колин Фёрт — Гарри Брайт, английский банкир
- Стеллан Скарсгард — Билл Андерсон, шведский моряк и писатель
- Доминик Купер — Скай (он же Скайлер Закари Раймэнд)
- Джули Уолтерс — Рози Маллиган
- Кристин Барански — Таня Чешем-Ли
- Филип Майкл — Пеппер, свидетель Ская
- Хуан Пабло Ди Паче — Петрос
- Дилан Тернер — Стэг
- Бенни Андерссон — пианист (в титрах не указан)
- Бьорн Ульвеус — греческий бог (в титрах не указан)

## Музыкальные номера
1. «I Have a Dream» * — Софи / Аманда Сейфрид
2. «Honey, Honey» — Софи / Аманда Сейфрид
3. «Money, Money, Money» — Донна, Таня и Рози / Мерил Стрип, Кристин Барански и Джули Уолтерс
4. «Mamma Mia» — Донна / Мерил Стрип
5. «Chiquitita» * — Таня и Рози / Кристин Барански и Джули Уолтерс
6. «Dancing Queen» — Донна, Таня и Рози / Мерил Стрип, Кристин Барански и Джули Уолтерс
7. «Our Last Summer» — Софи, Сэм, Гарри и Билл / Аманда Сейфрид, Пирс Броснан, Колин Фёрт и Стеллан Скарсгард
8. «Lay All Your Love on Me» — Скай и Софи / Доминик Купер и Аманда Сейфрид
9. «Super Trouper» — Донна, Таня и Рози / Мерил Стрип, Кристин Барански и Джули Уолтерс
10. «Gimme! Gimme! Gimme!» — все исполнители
11. «The Name of the Game» — Софи и Билл / Аманда Сейфрид и Стеллан Скарсгард (сцена убрана на DVD)
12. «Voulez-Vous» — все исполнители
13. «SOS» — Сэм и Донна / Пирс Броснан и Мерил Стрип
14. «Does Your Mother Know» — Таня, Пеппер и парни / Кристин Барански, Филип Майкл и другие
15. «Slipping Through My Fingers» — Донна и Софи / Мерил Стрип и Аманда Сейфрид
16. «The Winner Takes It All» — Донна / Мерил Стрип
17. «I Do, I Do, I Do, I Do, I Do» * — Донна, Сэм и другие / Мерил Стрип, Пирс Броснан и другие
18. «When All is Said and Done» — Сэм и другие / Пирс Броснан и другие
19. «Take a Chance on Me» — Рози и Билл / Джули Уолтерс и Стеллан Скарсгард
20. «Mamma Mia» * (повтор) — все исполнители
21. «I Have a Dream» — Софи / Аманда Сейфрид
22. «Dancing Queen» * — Донна, Таня и Рози / Мерил Стрип, Кристин Барански и Джули Уолтерс (во время титров)
23. «Waterloo» * — все исполнители (во время титров)
24. «Thank You for the Music» — Софи / Аманда Сейфрид (во время титров)

Альбом с музыкальными номерами фильма был выпущен компанией Decca 8 июля 2008 года. В альбоме только 18 записей (отсутствующие отмечены «*»).

## Прокат
В Австралии, Великобритании и ОАЭ фильм вышел в прокат 10 июля 2008 года, в США, Турции и Финляндии — 18 июля 2008 года, в Казахстане, России и на Украине — 25 сентября 2008 года, в Перу и Чили — 16 октября 2008 года.

## Кассовые сборы
- в США — $144 130 063 (23,6 %),
- в международном прокате — $465 711 574 (76,4 %),
- в России — $9 154 262.

Общие кассовые сборы в мире — $609 841 637.

## Факты
- Съёмки фильма проходили в Лондоне и Греции.
- Во время исполнения песни «Dancing queen» (0:37:55) в фильме появляется Бенни Андерссон, исполняющий партию на фортепиано, а в финале во время исполнения «Waterloo» (1:38:55 и 1:39:10) в компании греческих богов появляется Бьёрн Ульвеус, исполняющий партию на гитаре (замаскированной под греческие гусли). Оба музыканта — участники группы «ABBA».
- На премьере фильма в Стокгольме в 2008 году впервые за почти 20 лет все четверо участников легендарного квартета «ABBA» — Анни-Фрид Лингстад, Агнета Фальтског, Бенни Андерссон и Бьорн Ульвеус — собрались одновременно в одном месте. Камеры зафиксировали их на балконе кинозала вперемешку с исполнителями главных ролей в фильме. Сфотографировать всю четвёрку отдельно от других артистов не удалось.
- Сценарий картины написала Катрин Джонсон, одна из создательниц оригинального мюзикла.
- Своего тезку, Билла, должен был играть Билл Найи, но перед самым началом съёмок актёр покинул проект. Его место занял Стеллан Скарсгард.
- На роль Софи претендовали Мэнди Мур, Аманда Байнс, Рейчел МакАдамс, Эми Россум.
- Главное отличие фильма от мюзикла — количество песен «ABBA». В мюзикле их 22, в фильме всего 19.
- Было снято две версии фильма — одна с актёрами мюзикла, вторая — со звёздами кино.